# Южная Тан

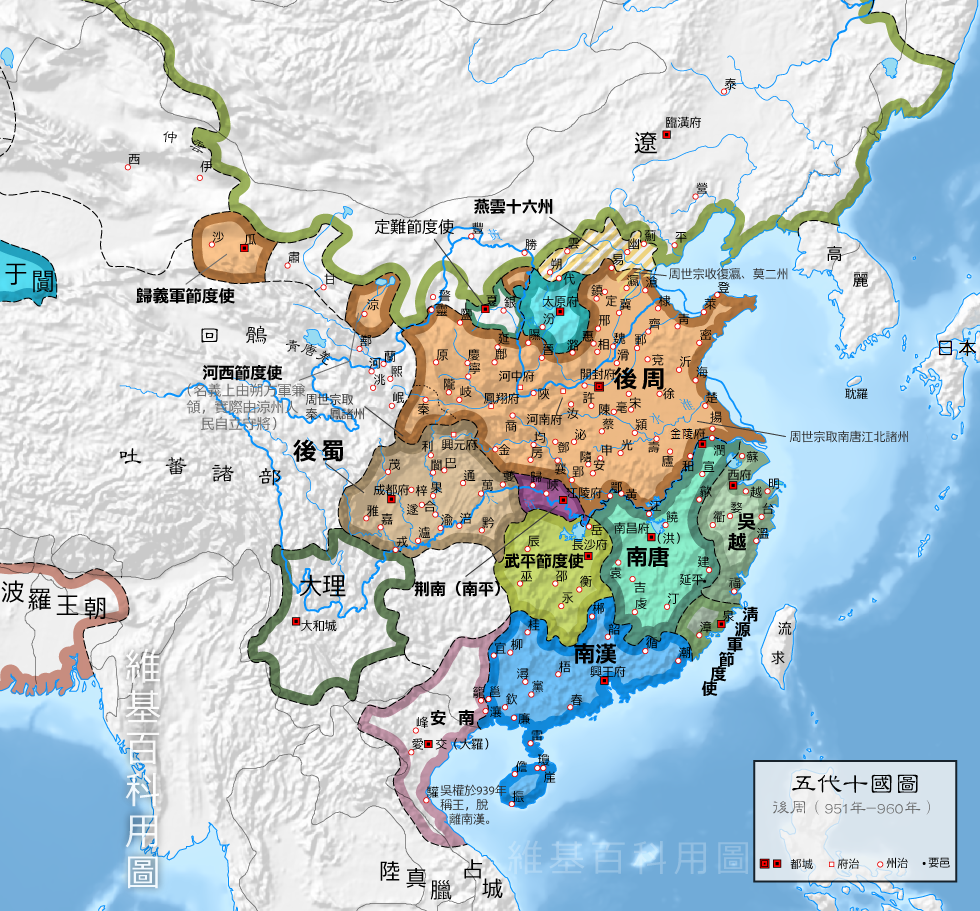
Последняя из пяти династий
Поздняя Чжоу (後周)
и существовавшие в это время (951—960) царства:
Северная Хань (北漢)
Поздняя Шу (後蜀)
Цзиннань (荆南)
Южная Хань (南漢)
Южная Тан (南唐)
У Юэ (吳越; Ngô Việt, Нго Вьет)
и другие режимы:
Упинское наместничество (武平節度使)
Цинъюань цзедуши (清源軍節度使)

Южная Тан (кит. трад. 南唐, пиньинь Nán Táng) — одно из Десяти царств периода Пяти династий и десяти царств в Китае, провозгласившее себя преемником бывшей династии Тан. Столица была расположена в Нанкине (современная провинция Цзянсу). На своем территориальном пике в 951 году Южная Тан контролировала всю современную провинции Цзянси и части провинций Аньхой, Фуцзянь, Хубэй, Хунань и Цзянсу.
Южная Тан была основана Ли Бянем в 937 году, когда он сверг Ян Пу из У. Он во многом поддерживал мирные отношения с соседними государствами. Его сын Ли Цзин не следовал этой внешней политике, завоевав царство Минь в 945 году и Чу в 951 году.
Династия Поздняя Чжоу вторглась во владения Южной Тан в 956 году и победила их к 958 году. Ли Цзин был вынужден стать вассалом императора Чай Жуна, уступив всю территорию к северу от реки Янцзы и отказавшись от своего титула императора. В 960 году Южная Тан стала вассалом вновь созданной династии Сун. После того, как император Тай-цзу победил Позднюю Шу и Южную Хань, он приказал завоевать Цзяннань, что было завершено в 975 году.

## Правители
| Храмовое имя (廟號 miàohào)                         | Посмертное имя (諡號 shìhào)     | Личное имя           | Годы правления | Эра летоисчисления (年號 niánhào) и годы эры                                                | Прим.        |
| --------------------------------------------------- | -------------------------------- | -------------------- | -------------- | ------------------------------------------------------------------------------------------- | ------------ |
| Сянь Чжу 先主 Xiān Zhǔ или Ле-цзу 烈祖 Lièzǔ        | слишком сложно, не употребляется | Ли Бянь 李昪 Lǐ Biàn | 937—943        | - Шэнъюань (昇元 Shēngyuán): 937—943                                                        | основатель   |
| Чжун Чжу 中主 Zhōng Zhǔ или Юань-цзун 元宗 Yuánzōng | слишком сложно, не употребляется | Ли Цзин 李璟 Lǐ Jǐng | 943—961        | - Баода (保大 Bǎodà): 943—958 - Цзяотай (交泰 Jiāotài): 958 - Чжунсин (中興 Zhōngxīng): 958 | сын Ли Бяня  |
| Хоу Чжу (後主 Hòu Zhǔ)                              | У-ван 武王 Wǔwáng                | Ли Юй 李煜 Lǐ Yù     | 961—975        | отсутствует                                                                                 | сын Ли Цзина |